# Ca Poldo (Corbera d'Ebre)
Ca Poldo és una obra de Corbera d'Ebre (Terra Alta) inclosa a l'Inventari del Patrimoni Arquitectònic de Catalunya.

## Descripció
Edifici de forma poligonal irregular, de planta baixa, dues plantes i golfa. Rehabilitada íntegrament els últims any resta en molt bon estat de conservació, excepte la coberta és de fibrociment. L'estructura de la planta baixa és de carreus i d'arc apuntats i les entrades són mitjançant arcs de mig punt.